# میلنا تیتونلی
میلنا تیتونلی (انگلیسی: Milena Titoneli؛ متولد ۶ اوت ۱۹۹۸) یک تکواندوکار برزیلی است.
او در مسابقات قهرمانی تکواندو جهان ۲۰۱۹ پس از شکست در مرحله نیمه نهایی مقابل نور تاتار، در دسته سبک‌وزن مدال برنز گرفت. وی در مسابقات تکواندو پان امریکن در سال ۲۰۱۸ نیز برنده مدال برنز شد.